# Pustkowie (Zacharzowice)
Pustkowie – nieoficjalny przysiółek wsi Zacharzowice w Polsce położony w województwie śląskim, w powiecie gliwickim, w gminie Wielowieś.

## Położenie
Przysiółek jest położony na południe od drogi Toszek-Kopienice, na skraju lasu, na południowy wschód od wsi Wilkowiczki, południowy zachód od wsi Zacharzowice i na północny zachód od wsi Pniów.